# Patratu
Patratu è una suddivisione dell'India, classificata come census town, di 32.132 abitanti, situata nel distretto di Hazaribag, nello stato federato del Jharkhand. In base al numero di abitanti la città rientra nella classe III (da 20.000 a 49.999 persone).

## Geografia fisica
La città è situata a 23° 40' 0 N e 85° 16' 60 E e ha un'altitudine di 404 m s.l.m..

## Società

### Evoluzione demografica
Al censimento del 2001 la popolazione di Patratu assommava a 32.132 persone, delle quali 17.311 maschi e 14.821 femmine. I bambini di età inferiore o uguale ai sei anni assommavano a 4.198, dei quali 2.146 maschi e 2.052 femmine. Infine, coloro che erano in grado di saper almeno leggere e scrivere erano 22.644, dei quali 13.643 maschi e 9.001 femmine.